# C'era una volta a Los Angeles
C'era una volta a Los Angeles (Once Upon A Time In Venice) è un film del 2017 diretto da Mark Cullen, scritto e co-prodotto da Mark Cullen e Robb Cullen, con protagonisti Bruce Willis e Jason Momoa.

## Trama
Steve Ford è un ex poliziotto che gestisce un'agenzia investigativa a Los Angeles. Con l'aiuto del suo braccio destro John, vive un'esistenza godereccia, e difficilmente riesce a tirare avanti con il suo lavoro; purtroppo finisce con l'immischiarsi in una situazione compromettente quando, per ripagare un debito contratto con un amico, recupera l'auto che gli era stata rubata da Spyder, il pericoloso capo di una gang.
Spyder si prende Buddy, il Parson Russell terrier di Steve a cui lui e la sua famiglia sono molto affezionati, dunque Steve va a casa del criminale per riprenderselo. Spyder accetta di restituirgli il cane a patto che gli dia cinquemila dollari per i danni alla casa che Steve ha fatto quando ha rubato l'auto, dunque Steve li ottiene da un usuraio di nome Yuri, ma una volta consegnati i soldi a Spyder quest'ultimo gli spiega che la sua amante, Lupe, ha rubato sia Buddy che la sua cocaina, quindi incarica Steve di trovarla, e di riportargli la droga.
Steve e John contemporaneamente stanno lavorando a un caso su commissione del loro cliente Lou: trovare un writer che sta imbrattando con graffiti osceni un edificio di sua proprietà, cosa che rischia di scoraggiare alcuni suoi soci in affari. La posta in gioco è alta, infatti Lou, proprietario della casa in cui un tempo abitavano i genitori di Steve, è disposto a rivendergliela a un prezzo economico, ma solo se troveranno il writer. Sia Steve che John con vari appostamenti provano a coglierlo sul fatto, ma senza successo dato che Steve si addormenta mentre John si distrae, intento ad avere un rapporto sessuale con la sua nuova fidanzata Nola.
Steve si fa prestare i soldi dal suo amico Dave così ripaga il debito con Yuri, intanto John trova il writer e così Steve scopre che lavorava per un concorrente in affari di Lou. Steve e Dave trovano Lupe, la quale lavora con Oscar, suo amante e socio di Spyder, ma Lupe intendeva tradire pure Oscar per rivendere la cocaina a un altro cliente, Prince, capo di un'altra pericolosa gang criminale, dunque Steve e Dave riescono a rubare la droga a Prince.
Finalmente Steve ha la possibilità di riprendersi Buddy, quindi va a casa di Spyder, il quale, restituitagli la droga, avendo appreso che Oscar aveva aiutato Lupe a rubargli la cocaina, lo uccide, restituendo poi il cane a Steve, e a migliorare le cose c'è il fatto che Lou, come promesso, restituisce a Steve la casa dei suoi genitori.